# Trivalvaria argentea
Trivalvaria argentea là loài thực vật có hoa thuộc họ Na. Loài này được Joseph Dalton Hooker và Thomas Thomson miêu tả khoa học đầu tiên năm 1855 dưới danh pháp Polyalthia argentea. Năm 1951 James Sinclair chuyển nó sang chi Trivalvaria.

## Phân bố
Loài này có tại quần đảo Andaman, Bangladesh và Đông Himalaya (Arunachal Pradesh, Assam, Meghalaya, Nagaland, Manipur, Madhya Pradesh, Rajasthan, Uttar Pradesh). Môi trường sống là gần các con suối trong các khu rừng thường xanh thưa.